# Кривина Менгера
У математиці, кривиною Менгера трійки точок в n-мірному Евклідовому просторі Rn є величина обернена радіусу кола, що проходить через ці три точки. Названа на честь Австрійсько-американського математика Карла Менгера.

## Означення
Нехай х, у і z три точки в Rn; для простоти припустимо, що всі три точки різні і не лежать на одній прямій. Нехай Π ⊆ Rn евклідова площина, натягнута на х, y і z, і нехай C ⊆ Π єдине евклідове коло на Π, що проходить через х, у і z (в описане коло х, у і z). Нехай R радіус C. Тоді кривина Менгера c(х,,) точок х, y і z визначається за формулою
{\displaystyle c(x,y,z)={\frac {1}{R}}.}
Якщо три точки лежать на одній прямій, то неформально можна вважати, що R дорівнює +∞, тоді за означенням c(x, y, z) = 0. Якщо якісь з точок х, у чи z збігаються, то означимо c(x, y, z) = 0.
Використовуючи відомі формули, що зв'язують між собою довжин сторін трикутника до його площі, отримаємо що
{\displaystyle c(x,y,z)={\frac {1}{R}}={\frac {4A}{|x-y||y-z||z-x|}},}
де А позначає площу трикутника, з вершинами в точках x, y і z.
Інший спосіб обчислення кривини Менгера:
{\displaystyle c(x,y,z)={\frac {2\sin \angle xyz}{|x-z|}}}
де {\displaystyle \angle xyz} — кут при вершині y трикутника з вершинами в точках x, y і z.
Також кривину Менгера можна обчислити в загальному метричному просторі. Якщо X - метричний простір і х, y і z різні точки, нехай f - ізометрія з {\displaystyle \{x,y,z\}} в {\displaystyle \mathbb {R} ^{2}}. Кривина Менгера цих точок
{\displaystyle c_{X}(x,y,z)=c(f(x),f(y),f(z)).}
Зверніть увагу, що f не мусить бути визначена на всьому X, тільки на {х, у, z}, а значення cХ(x, у, z) не залежить від вибору f.

## Доцільність інтегральної кривини
Кривина Менгера може бути використана щоб задати кількісні умови, коли множина в {\displaystyle \mathbb {R} ^{n}} може бути спрямна. Для міри Бореля {\displaystyle \mu } на евклідовому просторі {\displaystyle \mathbb {R} ^{n}} визначити
{\displaystyle c^{p}(\mu )=\int \int \int c(x,y,z)^{p}d\mu (x)d\mu (y)d\mu (z).}
- Борелівська множина {\displaystyle E\subseteq \mathbb {R} ^{n}} спрямна, якщо {\displaystyle c^{2}(H^{1}|_{E})<\infty }, де {\displaystyle H^{1}|_{E}} позначає  одновимірну Гаусдорфову міру, визначену на множині {\displaystyle E}.[1]